# Präsidentschaftswahl in Slowenien 2012
Die Präsidentschaftswahl in Slowenien 2012 fand am 11. November und 2. Dezember 2012 statt. Gewinner der Wahl im zweiten Wahlgang war Borut Pahor (SD).

## Wahlsystem
Der Staatspräsident wurde in direkter und geheimer Wahl vom Volk für eine Amtszeit von 5 Jahren gewählt. Eine anschließende Wiederwahl war einmalig möglich. Um an der Wahl teilnehmen zu können, musste ein Kandidat die slowenische Staatsbürgerschaft besitzen. Die Wahl wurde vom Präsidenten der Staatsversammlung ausgeschrieben und musste spätestens 15 Tage vor Ablauf der Amtszeit des vorigen Präsidenten stattfinden. Als gewählt galt der Kandidat, welcher die absolute Mehrheit der Stimmen erhielt. Sollte keiner der Kandidaten die absolute Mehrheit der Stimmen erreichen, so musste eine Stichwahl zwischen den zwei Kandidaten stattfinden, welche die meisten Stimmen erhalten haben.
Sollte die reguläre Amtszeit des Präsidenten während eines Kriegs- oder Ausnahmezustandes ablaufen, so endete sein Amt erst sechs Monate nach Beendigung des Kriegs- oder Ausnahmezustandes.

## Kandidaten
Zur Wahl traten insgesamt drei Kandidaten an. Der damalige parteilose Amtsinhaber Danilo Türk bewarb sich um eine zweite Amtszeit. Neben Türk kandidierten noch Borut Pahor von den Sozialdemokraten und Milan Zver von der konservativen Partei SDS.

## Wahlergebnis
Im ersten Wahlgang konnte Borut Pahor mit deutlichem Vorsprung die meisten Stimmen holen, aber er verfehlte die absolute Mehrheit, wodurch eine Stichwahl notwendig wurde. Auf dem zweiten Platz landete Danilo Türk und weit abgeschlagen auf dem dritten und letzten Platz Milan Zver.
In der zweiten Abstimmungsrunde am 2. Dezember 2012 gewann Borut Pahor mit großem Vorsprung vor Danilo Türk die Wahl.
| Kandidaten          | Kandidaten        | Parteien                                         | 1. Wahlgang | 1. Wahlgang | 2. Wahlgang | 2. Wahlgang |
| Kandidaten          | Kandidaten        | Parteien                                         | Stimmen     | %           | Stimmen     | %           |
| ------------------- | ----------------- | ------------------------------------------------ | ----------- | ----------- | ----------- | ----------- |
|                     | Borut Pahor       | Socialni demokrati – Državljanska lista          | 326.006     | 39,9        | 478.859     | 67,4        |
|                     | Danilo Türk       | Parteilos (PS – DESUS – LDS – Zares – DSD – TRS) | 293.429     | 35,9        | 231.971     | 32,6        |
|                     | Milan Zver        | Slovenska demokratska stranka – Neues Slowenien  | 198.337     | 24,3        |             |             |
| Gesamt              | Gesamt            | Gesamt                                           | 817.772     | 100         | 710.830     | 100         |
|                     |                   |                                                  |             |             |             |             |
| Ungültige Stimmen   | Ungültige Stimmen | Ungültige Stimmen                                | 10.852      | 1,3         | 14.870      | 2,0         |
| Wähler              | Wähler            | Wähler                                           | 828.624     | 48,4        | 725.700     | 42,4        |
| Wahlberechtigte     | Wahlberechtigte   | Wahlberechtigte                                  | 1.711.768   |             | 1.711.461   |             |
|                     |                   |                                                  |             |             |             |             |
| Quelle: Uradni list |                   |                                                  |             |             |             |             |